# Mariano Barroso i Ayats
Mariano Barroso i Ayats (Sant Just Desvern, 26 de desembre de 1959) és un guionista, productor i director de cinema català. Va estudiar direcció cinematogràfica a l'American Film Institute i a l'Institut Sundance, i direcció teatral al Teatro Español de Madrid i al Laboratori William Layton.

## Filmografia

### Cinema
- Mi hermano del alma (1993)
- Lucrecia (per TV) (1994)
- Éxtasis (1995)
- Los lobos de Washington (1999)
- Kasbah (2000)
- In the time of the butterflies (2001)
- Hormigas en la boca (2005)
- Lo mejor de Eva (2012)
- Todas las mujeres (2013)

### Televisió
- El día de mañana (2018)
- Criminal (2019)
- La línea invisible (2020)[2]